# 사회민주당 (포르투갈)
포르투갈 사회민주당(社會民主黨) 또는 민주인민당(民主人民黨)영어: Democratic People's Party, 포르투갈어: Partido Social Democrata)은 포르투갈의 자유보수주의 정당이다.

## 같이 보기
- 포르투갈의 정당